# Gaia Giovannini
Pour les articles homonymes, voir Giovannini.
Gaia Giovannini est une joueuse italienne de volley-ball née le 17 décembre 2001 à San Giovanni in Persiceto, en Émilie-Romagne. Elle a remporté avec l'équipe d'Italie la médaille d'or du tournoi féminin aux Jeux olympiques d'été de 2024, organisés à Paris.